# جوني فلين (لاعب كرة قدم)
جوني فلين (بالإنجليزية: Johnny Flynn)‏ (18 نوفمبر 1989 في المملكة المتحدة - ) هو لاعب كرة قدم بريطاني في مركز الدفاع. شارك مع منتخب أيرلندا الشمالية تحت 19 سنة لكرة القدم ومنتخب أيرلندا الشمالية تحت 21 سنة لكرة القدم. أما مع النوادي، فقد لعب مع بلاكبيرن روفرز ونادي أكرينغتون ستانلي ونادي روس كاونتي ونادي فالكيرك ونادي كليفتونفيل ونادي تشستر سيتي ونادي بيليمينا يونايتد.

## وصلات خارجية
- جوني فلين على موقع قاعدة بيانات كرة القدم.إي يو (الإنجليزية)
- جوني فلين على موقع Soccerbase.com (لاعب) (الإنجليزية)